# القلب يعشق كل جميل

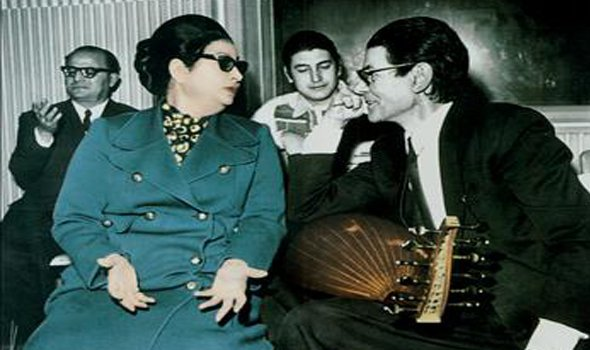
رياض السنباطي مع أم كلثوم

القلب يعشق كل جميل هي أغنية من كلمات بيرم التونسي، وألحان رياض السنباطي، وغنتها أم كلثوم عام 1971.

## الأغنية
- عندما توفي الشاعر بيرم التونسي في يناير 1961، كان قد ترك لأم كلثوم بعضاً من أشعاره، ومن هذه الأشعار كانت هذه الأغنية التي تتحدث عن الحب الإلهي، وعن السلام الداخلي الذي يتحقق بزيارة مكة المكرمة، وتنتهي الأغنية بمشهد يتخيل فيه الشاعر نفسه (وإن لم يقل ذلك) في الجنة، ويتمنى أن يكون مصير كل أحبابه مثل مصيره.
- لكن أم كلثوم لم تغن هذه الأغنية وقت تأليفها، بل احتفظت بها حوالي عشر سنوات إلى أن قامت بتسليمها إلى رياض السنباطي لكي يقوم بتلحينها، وخلال تلك السنوات طرأ تغير مهم في حياة أم كلثوم تمثل في انضمام محمد عبد الوهاب إلى مجموعة ملحني أم كلثوم، وما أحدثه من تغيير في زيادة عدد الآلات الموسيقية، واتجاهه إلى التعبير أكثر من التطريب في الغناء، وكان السنباطي ممن شملهم هذا التأثير مع احتفاظه بأسلوبه الخاص.
- لحن السنباطي الأغنية بلحنٍ مرح خفيف يختلف عن أسلوب تلحين الأغاني الدينية التي اعتاد تلحينها بدءاً من قصائد «نهج البردة»، و«سلوا قلبي» عام 1946، والتي كان أسلوب تلحينها شبيهاً بالابتهالات الدينية.
- أما قفلة الأغنية فلحنها لا يعتمد كثيراً على التكرار المعتاد العمل به في الأغاني العربية، بل يتعمد على غناء القفلة بشكل متصل إلى أن تصل أم كلثوم إلى ذروة الأداء التي تحوز على إعجاب الجمهور، مثل الجملة التي في المقطع الأول التي تقول:

واحد مفيش غيره...ملا الوجود نوره
دعاني لبّيته...لحد باب بيته
وأمّا تجلاّلي...بالدمع ناجيته
- يقال أن هناك تسجيل لهذه الأغنية من تلحين وغناء زكريا أحمد (الذي توفي عام 1961)[2]
- لحن زكريا أحمد هذه الأغنية من مقام البستة نيكار عام 1946 مع تغيير طفيف في كلماتها ولم تغنها أم كلثوم بل الأغنية مسجلة بصوته.[بحاجة لمصدر]
- غنت أم كلثوم هذه الأغنية في 3 شباط (فبراير) عام 1971 وهي مسجلة على أسطوانة صوت القاهرة عام 1972.